# Michael Silberbauer
Michael Silberbauer (* 7. Juli 1981 in Støvring) ist ein ehemaliger dänischer Fußballspieler und heutiger -trainer. Als Spieler war er in Dänemark, in den Niederlanden und in der Schweiz aktiv und war dänischer Nationalspieler.

## Karriere als Aktiver

### Verein
Ab dem Jahr 2000 war Silberbauer Profifußballer. Erster Verein seiner Laufbahn war Aalborg BK. Dort entwickelte sich der Mittelfeldspieler zu einem Leistungsträger der Mannschaft. Nach drei Jahren in Aalborg kehrte er dem Verein den Rücken und wechselte zum Ligakonkurrenten FC Kopenhagen. Mit dem Klub gewann er 2004, 2006 und 2007 die dänische Meisterschaft sowie 2005 und 2006 die Royal League, die skandinavische Meisterschaft. 2004 wurde mit dem Dänischen Pokal und Superpokal das Triple perfekt gemacht.
Nach vier Jahren transferierte Silberbauer ins Ausland. Dort nahm ihn der niederländische Eredivisie-Vertreter FC Utrecht unter Vertrag. Schnell wurde der Däne Stammspieler. Nach Ablauf seiner ersten Auslandssaison wählten ihn die FCU-Anhänger zum besten Spieler der Saison und ehrten ihn mit der David di Tommaso Trophäe.
Zur Saison 2011/12 wechselte Silberbauer in die erste Schweizer Super League zum BSC Young Boys. Am 16. Juli 2011 debütierte er unter Christian Gross am ersten Spieltag für die Berner. Silberbauer erfüllte die Erwartungen nicht und erzielte am 9. April 2012 bei der 1:3-Niederlage am 28. Spieltag mit einem Penalty sein einziges Tor in insgesamt 28 Ligaspielen; in 22 davon spielte er die komplette Spielzeit durch. In der Qualifikation zur Europa League setzte sich der BSC Young Boys gegen den KVC Westerlo durch und schied in der Barrage gegen den damaligen Vorjahresfinalisten Sporting Braga aus. Silberbauer kam in allen vier Partien zum Einsatz.
In der neuen Spielzeit hatte Silberbauer unter Trainer Martin Rueda einen schweren Einstand und kam in der Liga zu Saisonbeginn zu lediglich drei Einsätzen. In der Qualifikation zur Europa League 2012/13 spielte er in vier von sechs Spielen der Berner. Der BSC Young Boys setzte sich in der Barrage gegen den dänischen Vertreter FC Midtjylland durch; Silberbauer spielte in beiden Partien. Am 2. September 2012 spielte er letztmals für den BSC Young Boys beim 2:1-Sieg am achten Spieltag beim FC Luzern, als er in der 89. Minute für den verletzten Dusan Voskovac eingewechselt wurde.
Kurze Zeit später wurde Silberbauer auf Leihbasis zum dänischen Erstligisten Odense BK transferiert. Seinen Einstand für den Klub gab er am 14. September 2012, als er bei der 0:3-Niederlage am neunten Spieltag bei Esbjerg fB in der Anfangsformation stand und nach 64 Minuten durch Hans Henrik Andreasen ersetzt wurde. Am 28. Oktober 2012 erzielte er sein erstes Tor für Odense BK bei der 2:4-Niederlage am 14. Spieltag im Spiel gegen Aarhus GF. Dies war sein einziges Tor in 24 Spielen, in denen er lediglich neunmal über 90 Minuten spielte. Dabei überzeugte er, jedoch wurde weder der Leihvertrag verlängert noch wurde er fest verpflichtet.
Daraufhin kehrte er zu YB Bern zurück, bei denen er in die in der 1. Liga spielende Reservemannschaft versetzt wurde. Gründe hierfür wurden nicht bekannt. Am 14. September 2013 gab Silberbauer sein Debüt für den BSC Young Boys II beim 3:0-Sieg am siebten Spieltag im Spiel gegen den FC Fribourg in der Anfangsformation. Am 20. Oktober 2013 erzielte er beim 5:1-Sieg am 13. Spieltag beim FC Oberwallis Naters sein erstes Tor für die Reserve. Er kam in 17 von 26 Spielen zum Einsatz, spielte dabei 13-mal durch und erzielte zwei Tore. Die Blick attestierte ihm „grossen Einsatz“.
Im August 2014 löste Silberbauer seinen Vertrag beim BSC Young Boys auf und wechselte in die Challenge League zum FC Biel-Bienne. Im Bieler Tagblatt wurde die Verpflichtung Silberbauers für zwei Jahre seitens des Vereins als „Sensation“ gesehen. Er sollte sein Debüt für die Bieler im Schweizer Cup gegen die US Terre Sainte aus der 1. Liga geben, jedoch kam er erst am 13. September 2014 beim torlosen Unentschieden am achten Spieltag in der Challenge League 2014/15 beim FC Wil zum Einsatz. Für die Seeländer kam Silberbauer in 23 Partien zum Einsatz, dabei spielte er elfmal über 90 Minuten. 
Ende Juli 2015 beendete er seine aktive Karriere.

### Nationalmannschaft
Von 2002 bis 2013 war Silberbauer dänischer Nationalspieler. Zuvor war er bereits Juniorenauswahlspieler gewesen. In 24 A-Länderspielen erzielte er einen Treffer.

## Karriere als Trainer
Nach seinem Karriereende wurde Silberbauer Assistenztrainer beim FC Biel-Bienne. Als der Verein im Sommer 2016 Insolvenz anmelden musste, wechselte er zum FC Luzern. Dort war er zuerst als Videoanalyst tätig und wurde später unter René Weiler Assistenztrainer.
Im Januar 2019 wurde er Cheftrainer beim kanadischen Verein Pacific FC in der neugegründeten Canadian Premier League. Er wurde am 18. Oktober desselben Jahres wegen ungenügender Ergebnisse entlassen.
Von August 2020 bis Juni 2021 war Silberbauer als Trainer im Nachwuchs des FC Midtjylland tätig.
Im Juni 2021 unterschrieb er einen Vertrag beim FC Basel als Assistenztrainer. Mit dem dortigen Cheftrainer Patrick Rahmen hatte er schon beim FC Biel und dem FC Luzern zusammengearbeitet. Im März 2024 wurde Silberbauer neuer Co-Trainer seines ehemaligen Vereins FC Utrecht, kehrte aber noch im Sommer nach Dänemark zum FC Midtjylland zurück. Nach wenigen Monaten wurde er im Dezember 2022 in Utrecht Cheftrainer und erhielt einen bis 2025 laufenden Vertrag; er wurde Ende August 2023 jedoch entlassen.
Seit Februar 2024 ist er Co-Trainer von Bo Henriksen beim deutschen Bundesligisten 1. FSV Mainz 05.

## Erfolge

### Verein
- Dänischer Meister mit FC Kopenhagen: 2004, 2006, 2007
- Royal League (Skandinavischer Meister) mit FC Kopenhagen: 2005, 2006
- Dänischer Pokal mit FC Kopenhagen: 2004
- Dänischer Supercup mit FC Kopenhagen: 2004

### Individuell
- David di Tommaso Trophäe: 2009